# Stichillus spinosus
Stichillus spinosus är en tvåvingeart som beskrevs av Liu och Chou 1996. Stichillus spinosus ingår i släktet Stichillus och familjen puckelflugor.
Artens utbredningsområde är Shaanxi (Kina). Inga underarter finns listade i Catalogue of Life.